# Синдром Екарді
Синдро́м Екарді́ (англ. Aicardi's syndrome) — рідкісний хромосомний генетичний дефект (аномалія розвитку), якій проявляється практично тільки у жінок і характеризується прогресуючими психомоторними зрушеннями. У світі описано на сьогодні декілька тисяч дівчаток, не менше 900 в США з цим синдромом і лише декілька хлопчиків, у яких тлом був синдром Клайнфельтера, який характеризується наявністю в осіб чоловічої статі аномальних для них двох Х-хромосом. Плоди чоловічої статі із звичайною однією Х-хромосомою гинуть ще внутрішньоутробно.

## Етимологія
Названий на честь французького педіатра Жана Екарді (фр. Jean François Marie Aicardi; роки життя 1926—2015), який вперше описав його 1965 року

## Причина
Етіологія достеменно невідома, але ймовірно вади розвитку з'являються через мутацію в Х-хромосомі. Спадкова передача не виявлена.

## Патофізіологічні та патоморфологічні зміни
Внаслідок генетичного дефекту виникає або часткова недорозвиненість, або повна відсутність мозолистого тіла головного мозку. Виникають вогнища патологічного електричного збудження в корі головного мозку, що призводить до появи судом і їхніх нападів. Також можливі й інші вади розвитку — зменшення очного яблука (мікрофтальмія), дегенерація окремих полів сітківки по типу «слава ранку», полімікрогірія (маленькі звивини), поренцефальні кісти та розширення шлуночків мозку, які спричинює гідроцефалія.

## Клінічні ознаки
Прояви зазвичай з'являються у віці до 5 місяців. У першу чергу, відбуваються наростаючі психомоторні зрушення. З'являються генералізовані судоми (так звані «дитячі спазми»), які проявляються в перші 4 місяці від народження. Виникають епілептичні напади. Спостерігають типове скручування головки (припадки салама), дорожньо-шийні аномалії, психічні відхилення та артеріальну гіпотонію. Зміни також включають мікрофтальмію, посмикування повік, відсутність зіничних рефлексів та воронкоподібні диски зорових нервів.

## Лікування
Етіотропного лікування на сьогодні не існує. Проводять боротьбу з епілептичними нападами, дегідратаційну терапію, що направлена на зменшення проявів гідроцефалії — проти набряку-набуханню мозку. Може знадобитися оперативне шунтування поренцефалічних кист. Проводять за можливості адаптивну психологічну і психіатричну допомогу.
Прогноз несприятливий.